# Homestake-Experiment

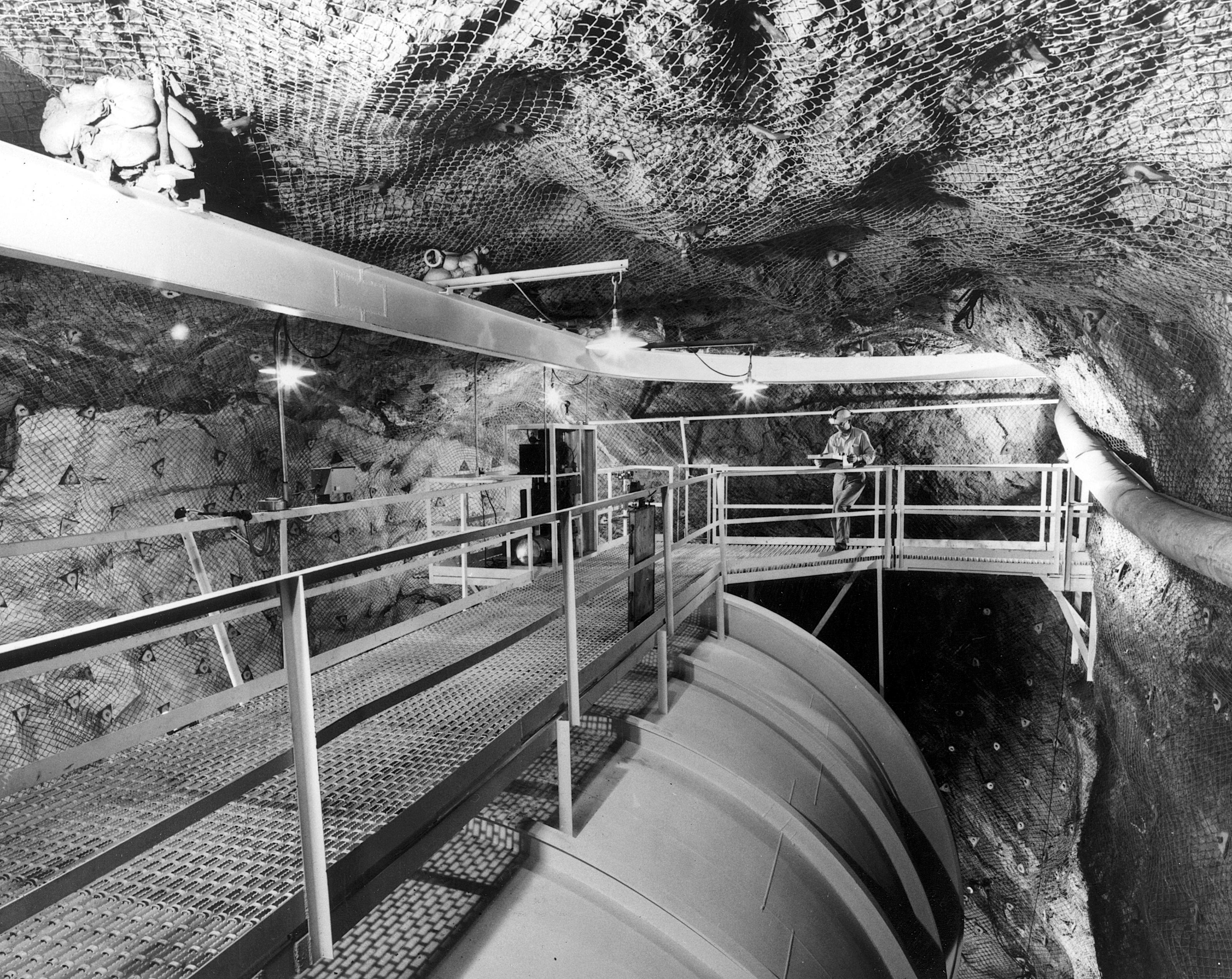
Der Tank des Homestake-Experiments im Jahre 1972. Das Becken um den Tank ist noch nicht geflutet.

Das Homestake-Experiment ist ein Pionier-Experiment in der Neutrinophysik in der Homestake-Goldmine nahe Rapid City in South Dakota. Es wurde in den 1960er Jahren unter Leitung von Raymond Davis Jr. aufgebaut und war von 1970 bis 1994 in Betrieb.
Koordinaten: 44° 21′ 12″ N, 103° 44′ 39″ W

## Experiment

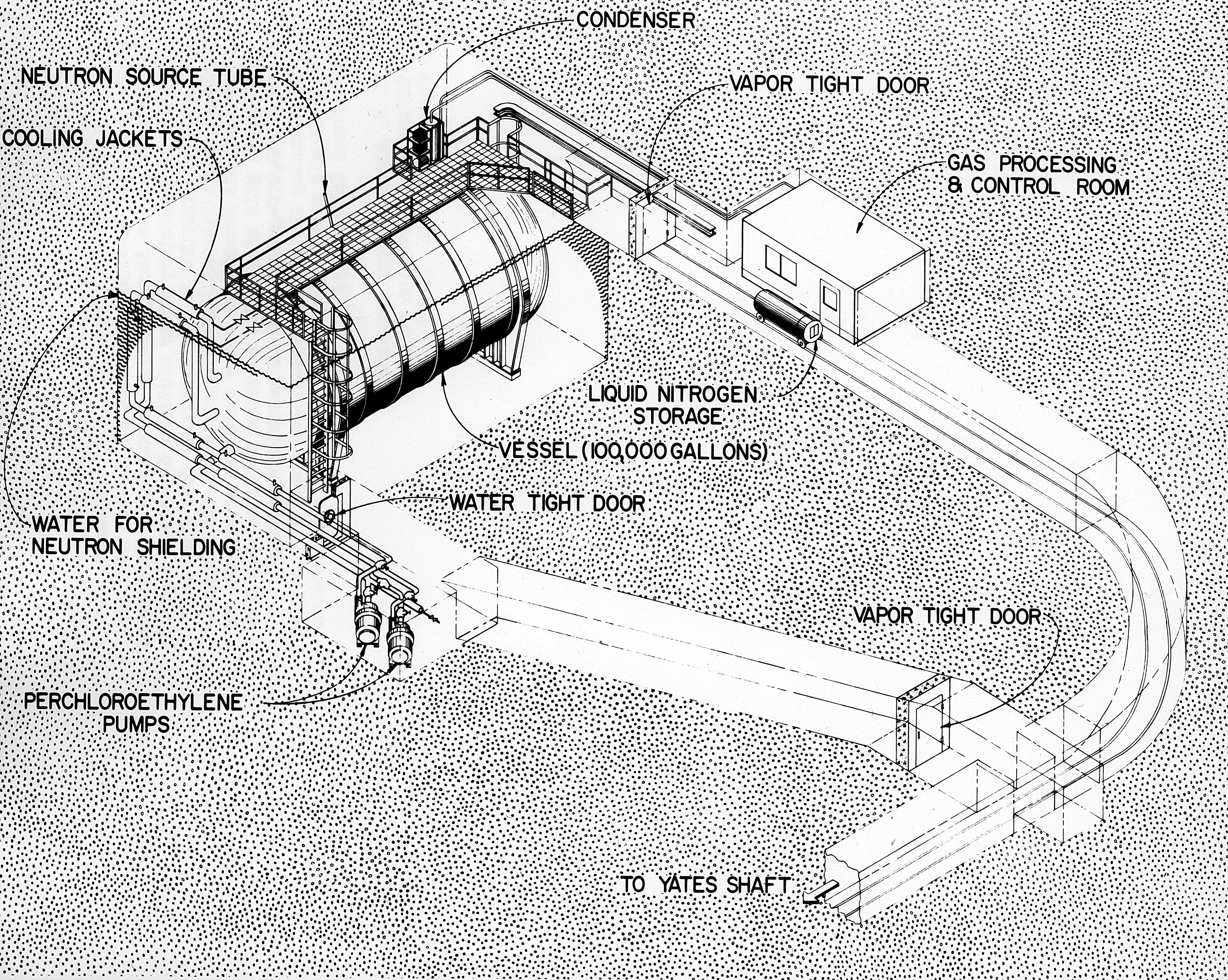
Lage des Experiments in der Homestake-Mine

Der 1478 m unter der Erde liegende Neutrinodetektor bestand aus 615 t Tetrachlorethylen. Die Einfangreaktion ist
{\displaystyle \mathrm {\nu _{e}+\ ^{37}Cl\longrightarrow \ ^{37}Ar+e^{-}} }
Aufgrund der niedrigen Energieschwelle von 0,814 MeV für diese Reaktion war es das erste Experiment, mit dem man solare Neutrinos detektieren und zählen konnte.
Die Reaktion selbst ist nicht nachweisbar, aber das entstehende Argon-Atom ist radioaktiv und zerfällt mit einer Halbwertszeit von 35 Tagen wieder in ein angeregtes Chlor-Atom. Um diesen Zerfall nachzuweisen, wurde der Tank alle paar Wochen mit Helium als Trägergas gespült und das Argon in einer Kühlfalle gesammelt.
Das gesammelte Argon wurde in mehreren Schritten gereinigt, in speziell konstruierte Proportionalzähler eingebracht und dort 250 bis 400 Tage lang auf Zerfälle untersucht. Wegen der sehr geringen Zählrate von etwa einem Ereignis pro Woche mussten besondere Vorkehrungen zur Unterdrückung der Umgebungsstrahlung getroffen werden, die Zählrohre waren daher besonders abgeschirmt und verfügten über einen in Antikoinzidenz geschalteten externen Detektor. Weiterhin wurde zur Identifikation der niederenergetischen Argon-Zerfälle die Impulsform der Proportionalzähler ausgewertet.
Beim gesamten Experiment musste genau auf Kernreaktionen geachtet werden, deren Ursache nicht der beschriebene Neutrinoeinfang war. Als mögliche Störquellen wurden hochenergetische Myonen aus der kosmischen Strahlung, Neutronen aus dem Gestein der Mine, Alphastrahler im Baumaterial des Tanksystems, Radon-Kontaminationen aus der Umgebungsluft in der Mine, sowie Tritium und andere Verunreinigungen im Tetrachlorethylen beachtet. Zur Abschirmung vor der Neutronenstrahlung befand sich der Tank in einem mit Wasser gefluteten Becken. Das Niveau der Myonenstrahlung wurde in verschiedenen Tiefen der Mine mittels der Erzeugung von 37Ar in Tanks mit jeweils einer Tonne 39K-Lösung gemessen. Auf das Neutrinoexperiment umgerechnet wurden durch die kosmische Strahlung etwa 0,05 Argonatome pro Tag erzeugt.

## Ergebnis
Die gemessene Einfangrate betrug mit 0,5 Neutrinos pro Tag nur etwa ein Drittel der aus den Standardmodellen der Sonne und der Elementarteilchenphysik vorhergesagten. Das war der Ursprung des solaren Neutrinoproblems. Im Jahr 2002 erhielt Davis für das Homestake-Experiment den Physik-Nobelpreis.